# Моро, Матильда
Матильда Моро (фр. Mathilde Moreau; 2 марта 1958, Гран-Басам, Берег Слоновой Кости, Французская Западная Африка) — ивуарийская художница, педагог.

## Биография
В 1986 году окончила Национальную школу изящных искусств (L’Ecole des Beaux Arts) в Абиджане.
В 1983—1994 годах преподавала в Школе модерна в Абиджане. Затем работала профессором живописи в Альма матер (1994—2006).
В 2003—2005 годах занималась исследованиями в области китайской традиционной живописи в Центральной академии изящных искусств в Пекине.
С 2006 года — директор Национальной школы изящных искусств в Абиджане.
Одна из основателей движения Vohou-Vohou, зародившегося в L’Ecole des Beaux Arts в Абиджане в 1970-х годах, которое предусматривает отказ от использования очень дорогих красок.
Участница ряда коллективных и персональных выставок.

## Персональные выставки
- 1997 — Париж (Франция)
- 2000 — Пекин и Шанхай (КНР)
- 2004 — Осло (Норвегия)